# هيلين هانت جاكسون
هيلين هانت جاكسون (بالإنجليزية: Helen Hunt Jackson)‏‏ (15 أكتوبر 1830 في أميرست - 12 أغسطس 1885 في سان فرانسيسكو) صحفية، وروائية، وكاتِبة، وشاعرة من الولايات المتحدة.

## نشاطها من أجل الأمريكيين الأصليين
في عام 1879، تحولت اهتمامات جاكسون إلى الأمريكيين الأصليين بعد أن استمعت إلى محاضرة في بوسطن ألقاها رئيس قبيلة البونكا الدب الواقف، من قبيلة بونكا. حيث وصفت الإزالة القسرية لقبيلة بونكا من محمية نبراسكا ونقلها إلى محمية كواباو في الإقليم الهندي (أوكلاهوما)، حيث عانوا من المرض والمناخ القاسي وضعف الإمدادات. منزعجة من سوء معاملة الأمريكيين الأصليين من قبل عملاء الحكومة، أصبحت جاكسون ناشطًا نيابة عنهم. فبدأت في التحقيق في سوء سلوك الحكومة ونشره، ونشرت الالتماسات، وجمع الأموال، وكتابة رسائل إلى صحيفة نيويورك تايمز نيابة عن بونكا.
كانت جاكسون كاتبًا ناريًا وغزير الإنتاج، وانخرط في حوارات ساخنة مع المسؤولين الفيدراليين حول الظلم المرتكب ضد قبيلة بونكا وغيرها من القبائل الهندية الأمريكية. ومن بين أهدافها الخاصة وزير الداخلية كارل شورز، الذي وصفته ذات مرة بأنه "أذكى كاذب عرفته على الإطلاق".
لقد فضحت انتهاك الحكومة للمعاهدات مع قبائل الهنود الأمريكيين وقد وثقت فساد العملاء الاميريكين المتوسطين بين الامريكيين و"الهنود" الأمريكيين وضباط الجيش والمستوطنين الذين تعدوا على الأراضي الامريكية الاصلية المحجوزة وسرقوها.
حصلت جاكسون على دعم العديد من محرري الصحف الذين نشروا تقاريرها. وكان من بين مراسليها المحرر ويليام هايز وارد من نيويورك إندبندنت، وريتشارد واتسون جيلدر من مجلة سينشري، والناشر وايتلو ريد من نيويورك ديلي تريبيون.

## أقوال
- "في يوم من الأيام، في المستقبل البعيد، عندما ينسى شعب الولايات المتحدة الأخطاء التي ارتكبت بحق الهنود[الامريكيين الاصليين]، وعندما تستسلم الأمة للرخاء المادي وتهتم فقط بمكاسبها الخاصة، سوف يعثر شخص ما على هذا الكتاب وسوف يُقرأ بدهشة أن الشعب الذي يتباهى الآن بحضارته وتقدمه وعدالته هو مذنب بمثل هذه الأخطاء المشينة."
- "لقد حان الوقت لأن تستيقظ الأمة على حقيقة أنها، في معاملتها للهنود، فعلت المزيد لتدمير شرفها من تدمير الهندي نفسه".
- "إن حكومة الولايات المتحدة تنتهك بشكل منهجي معاهداتها مع القبائل الهندية، وتختلس أموالها عن طريق الاحتيال، وتفشل في الوفاء بالتزاماتها".
- "لقد تم التعامل مع الهندي كما لو كان وحشيًا، وسجل الحكومة تجاهه هو سجل من الوعود الكاذبة والمعاملات الخادعة".

## روابط خارجية
- هيلين هانت جاكسون على موقع الموسوعة البريطانية (الإنجليزية)
- هيلين هانت جاكسون على موقع إن إن دي بي (الإنجليزية)
- هيلين هانت جاكسون على موقع ديسكوغز (الإنجليزية)